# جيم ديكسون
جيم ديكسون (بالإنجليزية: Jim Dickson)‏ هو سياسي بريطاني، ولد في 1964. حزبياً، نشط في حزب العمال.